# Robert Mazurkiewicz
Robert Mazurkiewicz (ur. 26 kwietnia 1954) – polski aktor telewizyjny, teatralny i filmowy.
Urodzony 26 kwietnia 1954 roku. W 1982 r. ukończył studia na PWST w Warszawie. Gra głównie epizodyczne role w polskich serialach. W 2016 r. zagrał w świątecznej reklamie portalu Allegro.pl pt. Czego szukasz w Święta? English for beginners, co przyniosło mu dużą popularność i zostało odnotowane w światowych mediach (The Huffington Post, The Daily Telegraph) ze względu na dużą oglądalność spotu.

## Filmografia[1]

### Aktor
- Lekcja martwego języka (1979)
- Most (1982) jako Janek
- Kino objazdowe (1986)
- Klan (1997–2016) jako właściciel lombardu
- Samo życie (2002–2010) jako lekarz neurolog
- Na Wspólnej (2003–2016) jako lekarz i jako Mirosław Zdybicki
- Plebania (2004–2010) jako mieszkaniec Brzezin i jako Nawrocki (7 odcinków)
- M jak miłość (2005) jako (pacjent przychodni Kotowicza (1 odcinek)
- Kryminalni (2005) jako Jan Pawłowski (1 odcinek)
- Śmierć rotmistrza Pileckiego (2006) jako Makary Sieradzki
- Jan Paweł II (2006) jako Karol Wojtyła, ojciec Karola
- Wojna i pokój (2007) jako marszałek Davout
- Środa, czwartek rano (2007) jako kanar
- Ryś (2007) jako generał Minerał
- Determinator (2007) jako Cecot (6 odcinków)
- Within the whirlwind (2008) jako mężczyzna w Moskwie
- Trzeci oficer (2008) jako strażnik w Pałacu Kultury i Nauki (1 odcinek)
- Mała Moskwa (2008) jako przewodniczący jury (1 odcinek)
- Mała Moskwa (2008) jako przewodniczący jury
- Generał Nil (2009) jako towarzysz z zesłania
- Blondynka (2009–2015) jako Błażej Palimąka (19 odcinków)
- Ojciec Mateusz (2010) jako fotograf (1 odcinek)
- Essential Killing (2010) jako myśliwy
- 1920. Wojna i miłość (2010) jako doktor Górski (1 odcinek)
- Księstwo (2011) jako weterynarz (1 odcinek)
- Wataha (2014) jako portier w ośrodku (1 odcinek)
- Komisarz Alex (2014) jako weterynarz (1 odcinek)
- Strażacy (2015) jako przewodniczący komisji dyscyplinarnej (1 odcinek)
- Przypadki Cezarego P. (2015) jako ksiądz (1 odcinek)
- Czego szukasz w Święta? English for beginners (2016)
- Lekarze na start (2017) jako przyjaciel Jana Nowaka (1 odcinek)
- Blondynka (2018) jako Błażej Palimąka (4 odcinki)
- Leśniczówka (2018) jako doktor Lis (2 odcinki)
- Ucho Prezesa (2018) jako Jean-Claude, przewodniczący KE (1 odcinek)
- Juliusz (2018) jako właściciel psa
- Klan (2019) jako pan Henryk, syn człowieka który uratował rodzinę Lubiczów w czasie wojny
- Napad (2024) jako Woźny w sierocińcu

### Lektor
- Errata do biografii (2006–2010) – lektor (11 odcinków)
- Podkop do nieba (2014) – lektor

### Dubbing
- Gwiazda Kopernika (2009)